# Osiek Drawski
Osiek Drawski [ˈɔɕek ˈdrafski] (tiếng Đức: Wutzig) là một ngôi làng thuộc khu hành chính của Gmina Wierzchowo, thuộc quận Drawsko, West Pomeranian Voivodeship, ở phía tây bắc Ba Lan. Nó nằm khoảng 5 kilômét (3 mi) phía tây bắc của Wierzchowo, 18 km (11 mi) về phía đông của Drawsko Pomorskie và 98 km (61 mi)     về phía đông của thủ đô khu vực Szczecin.
Trước năm 1945, khu vực này là một phần của Đức. Đối với lịch sử của khu vực, xem Lịch sử của Pomerania.